# تشارلز إس. هايت جونيور
تشارلز إس. هايت جونيور (بالإنجليزية: Charles S. Haight, Jr.)‏ هو محامي وقاضي أمريكي، ولد في 23 سبتمبر 1930 في نيويورك في الولايات المتحدة.